# 돌린스카

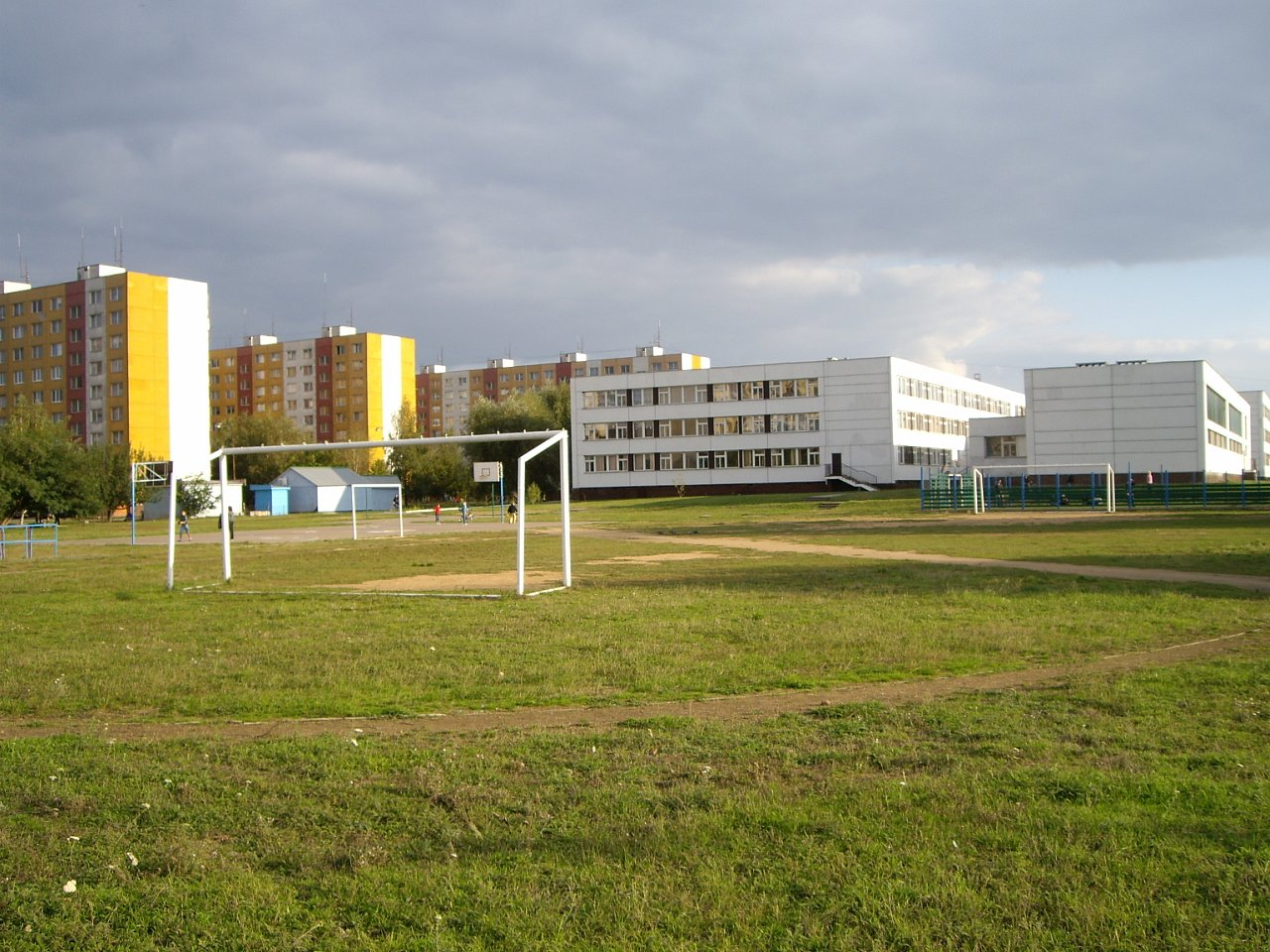
도시의 파노라마

돌린스카(우크라이나어: Долинська)는 우크라이나 중부에 위치한 키로보흐라드주의 도시이다.

## 역사

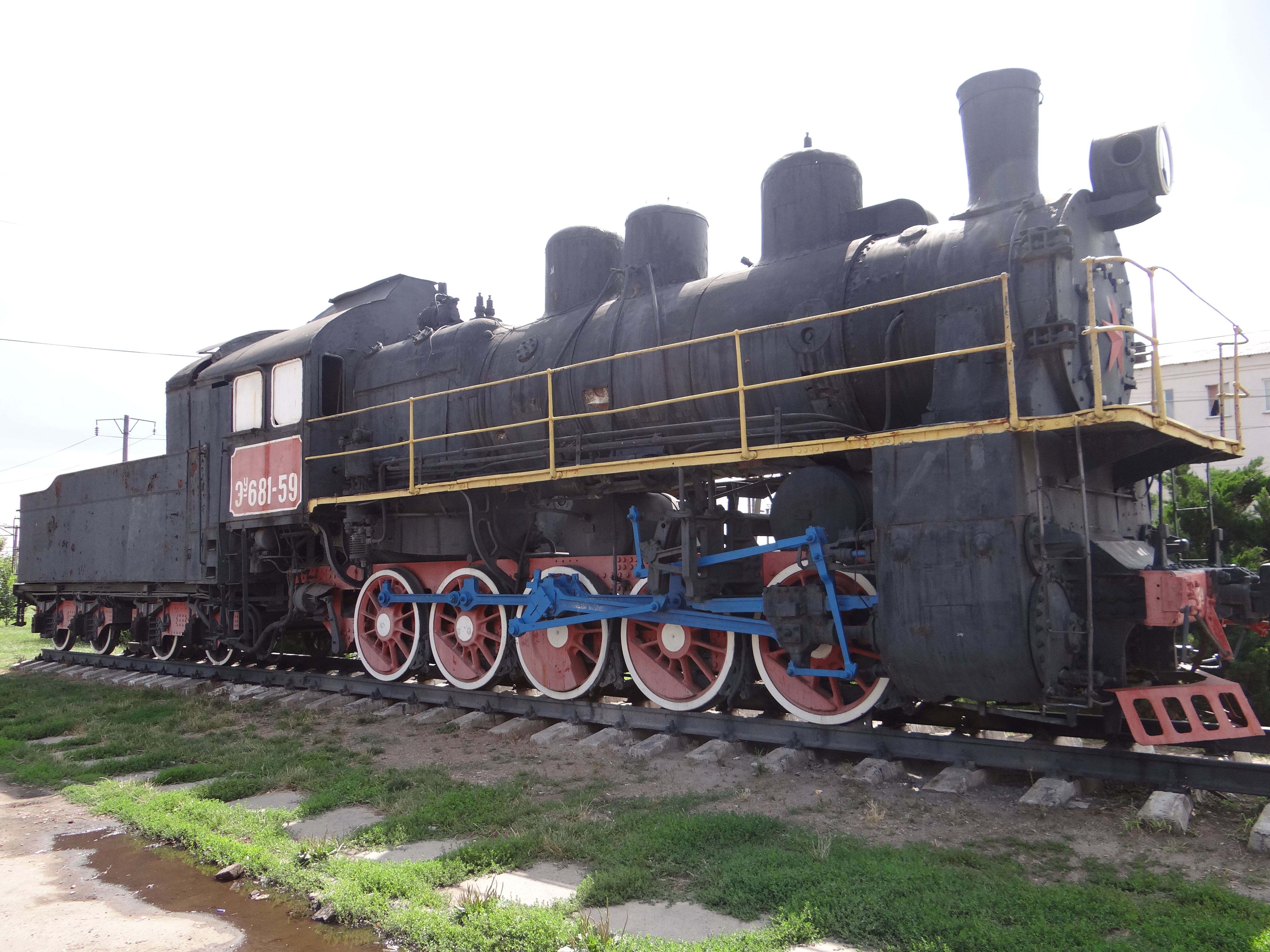
증기 기관차 기념물

건립되기 전, 15~18세기에는 우크라이나 코사크의 영토였다. 이 도시는 1873년에 기차역으로 설립되었다. 1908년에는 2,500명이 이곳에 살았다. 대기근과 소련의 탄압 기간 동안 최소 72명의 주민이 사망했다. 1941년 8월 8일부터 1944년 3월 12일까지는 나치 독일의 점령 하에 있었다. 1957년 5월 14일에 도시의 지위를 얻었으며 당시 12,000명이 거주했다.